# Бутылченки
Бутылченки (мар. Куэр почиҥга) — деревня в Новоторъяльском районе Республики Марий Эл. Входит в состав Чуксолинского сельского поселения.

## География
Находится в северо-восточной части республики Марий Эл на расстоянии приблизительно 4 км по прямой на северо-восток от районного центра посёлка Новый Торъял.

## История
Известна с 1870 года, название по прозвищу первопоселенца. В 1877 году учтено 8 домов и кузница, в 1884 году — 9 дворов, 57 жителей. В 1925 года в селении проживал 61 человек, все мари. В 1980 году в деревне числилось 6 хозяйств и 9 жителей, в 2003 году — 1 хозяйство и 6 домов, которые хозяева используют в летнее время как дачи. В советское время работали колхозы «Куэр» и «Чобык».

## Население
Население составляло 2 человека (мари 100 %) в 2002 году, 2 в 2010.